# Brenner (football)
Pour les articles homonymes, voir Brenner.
Brenner Souza da Silva dit Brenner, né le 16 janvier 2000 à Cuiabá au Brésil, est un footballeur brésilien jouant au poste d'avant-centre à l'Udinese Calcio.

## Biographie

### Débuts au Brésil
Né à Cuiabá au Brésil, Brenner est un pur produit du centre de formation du São Paulo FC. C'est avec ce club qu'il découvre le monde professionnel. Le 22 juin 2017, il joue son premier match en équipe première, à l'occasion d'une rencontre de championnat contre l'Atlético Paranaense. Son équipe s'incline sur le score de 1-0. Le 3 décembre 2017, il inscrit son premier but en professionnel face à l'EC Bahia, match au cours duquel son équipe réalise le match nul (1-1).
En mai 2019 Brenner est prêté jusqu'à la fin de la saison au Fluminense FC.
Il fait ensuite son retour au São Paulo FC, faisant une saison 2020 pleine où il termine meilleur buteur de son équipe avec onze réalisations en championnat, un total porté à 17 buts toutes compétitions confoncues, incitant son club à vouloir le prolonger.

### FC Cincinnati
Le 5 février 2021, à la surprise des médias, il est transféré au FC Cincinnati pour 15 millions de dollars, dont 2 millions en parts variables. Il y signe un contrat de cinq ans.
Il dispute son premier match en MLS le 18 avril 2021 contre le Nashville SC et inscrit son premier but sur penalty. Il se fait remarquer le 18 juillet 2021 en réalisant son premier doublé en MLS, contre le CF Montréal. Il ne peut toutefois éviter la défaite de son équipe par cinq buts à quatre,.
Brenner se fait remarquer le 30 juin 2022 en réalisant son premier triplé pour le club, lors d'une rencontre de MLS contre le New York City FC. Il est titularisé et les deux équipes se neutralisent (4-4 score final).

### Udinese Calcio
Le 26 avril 2023, le FC Cincinnati annonce le transfert de Brenner à l'Udinese Calcio à l'été 2023 pour un montant de dix millions de dollars ainsi qu'un pourcentage sur une éventuelle future revente. Le départ du Brésilien est prévu après la rencontre du 1er juillet 2023 où Cincinnati reçoit le Revolution de la Nouvelle-Angleterre au TQL Stadium.

### En équipe nationale
Brenner est sélectionné à plusieurs reprises avec l'équipe du Brésil des moins de 17 ans.
Il dispute avec cette équipe le championnat sud-américain des moins de 17 ans en 2017. Lors de cette compétition, il marque un but face à l'Argentine. Le Brésil remporte cette compétition.
Il participe ensuite avec cette équipe à la Coupe du monde des moins de 17 ans 2017 organisée en Inde. Lors de ce tournoi, il se distingue en marquant un but face au Niger le 13 octobre en match de poule (victoire 0-2 du Brésil), puis le 18 octobre en réalisant un doublé contre le Honduras en huitièmes de finale (victoire 3-0 du Brésil). Il marque enfin un but contre le Mali lors du match pour la troisième place, qui voit le Brésil terminer sur le podium de ce mondial. Brenner prend part à tous les matchs de ce mondial.

## Palmarès
- Vainqueur du championnat sud-américain des moins de 17 ans en 2017 avec l'équipe du Brésil des moins de 17 ans
- Troisième de la Coupe du monde des moins de 17 ans en 2017 avec l'équipe du Brésil des moins de 17 ans

## Statistiques
| Saison                | Club                  | Championnat           | Championnat | Championnat | Championnat | Coupe(s) nationale(s) | Coupe(s) nationale(s) | Coupe(s) nationale(s) | Compétition(s) continentale(s) | Compétition(s) continentale(s) | Compétition(s) continentale(s) | Compétition(s) continentale(s) | Ligue régionale | Ligue régionale | Ligue régionale | Séries | Séries | Séries | Total | Total | Total |
| Saison                | Club                  | Division              | M.          | B.          | P.d.        | M.                    | B.                    | P.d.                  | Comp.                          | M.                             | B.                             | P.d.                           | M.              | B.              | P.d.            | M.     | B.     | P.d.   | M.    | B.    | P.d.  |
| 2017                  | São Paulo FC          | Série A               | 4           | 1           | 0           | -                     | -                     | -                     | -                              | -                              | -                              | -                              | -               | -               | -               | -      | -      | -      | 4     | 1     | 0     |
| 2018                  | São Paulo FC          | Série A               | 6           | 1           | 0           | 3                     | 1                     | 0                     | CS                             | 1                              | 0                              | 0                              | 9               | 1               | 0               | -      | -      | -      | 19    | 3     | 0     |
| 2019                  | São Paulo FC          | Série A               | 1           | 0           | 0           | -                     | -                     | -                     | -                              | -                              | -                              | -                              | 5               | 0               | 0               | -      | -      | -      | 6     | 0     | 0     |
| 2020                  | São Paulo FC          | Série A               | 27          | 11          | 3           | 6                     | 6                     | 0                     | CL+CS                          | 4+2                            | 2+2                            | 1+0                            | 5               | 1               | 0               | -      | -      | -      | 44    | 22    | 4     |
| Sous-total            | Sous-total            | Sous-total            | 38          | 14          | 3           | 9                     | 7                     | 0                     | -                              | 7                              | 4                              | 1                              | 19              | 2               | 0               | -      | -      | -      | 73    | 27    | 4     |
| 2019                  | Fluminense FC (prêt)  | Série A               | 5           | 0           | 0           | 1                     | 0                     | 0                     | -                              | -                              | -                              | -                              | -               | -               | -               | -      | -      | -      | 6     | 0     | 0     |
| 2021                  | FC Cincinnati         | MLS                   | 33          | 8           | 1           | -                     | -                     | -                     | -                              | -                              | -                              | -                              | -               | -               | -               | -      | -      | -      | 33    | 8     | 1     |
| 2022                  | FC Cincinnati         | MLS                   | 29          | 18          | 6           | 0                     | 0                     | 0                     | -                              | -                              | -                              | -                              | -               | -               | -               | 2      | 0      | 0      | 31    | 18    | 6     |
| 2023                  | FC Cincinnati         | MLS                   | 8           | 1           | 0           | 0                     | 0                     | 0                     | -                              | -                              | -                              | -                              | -               | -               | -               | -      | -      | -      | 8     | 1     | 0     |
| Sous-total            | Sous-total            | Sous-total            | 70          | 27          | 7           | -                     | -                     | -                     | -                              | -                              | -                              | -                              | -               | -               | -               | 2      | 0      | 0      | 72    | 27    | 7     |
| 2023-2024             | Udinese Calcio        | Serie A               | 8           | 0           | 0           | 0                     | 0                     | 0                     | -                              | -                              | -                              | -                              | -               | -               | -               | -      | -      | -      | 8     | 0     | 0     |
| 2024-2025             | Udinese Calcio        | Serie A               | 6           | 1           | 2           | 1                     | 1                     | 0                     | -                              | -                              | -                              | -                              | -               | -               | -               | -      | -      | -      | 7     | 2     | 2     |
| Sous-total            | Sous-total            | Sous-total            | 14          | 1           | 2           | 1                     | 1                     | 0                     | -                              | -                              | -                              | -                              | -               | -               | -               | -      | -      | -      | 15    | 2     | 2     |
| Total sur la carrière | Total sur la carrière | Total sur la carrière | 127         | 42          | 12          | 11                    | 8                     | 0                     | -                              | 7                              | 4                              | 1                              | 19              | 2               | 0               | 2      | 0      | 0      | 166   | 56    | 13    |